# Carlos Sobrino Buhigas
Carlos Sobrino Buhigas, más conocido como Carlos Sobrino (Pontevedra, 18 de marzo de 1885 - Vigo, 4 de diciembre de 1978) fue un pintor español, hermano del naturalista y arqueólogo Ramón Sobrino Buhigas.

## Trayectoria

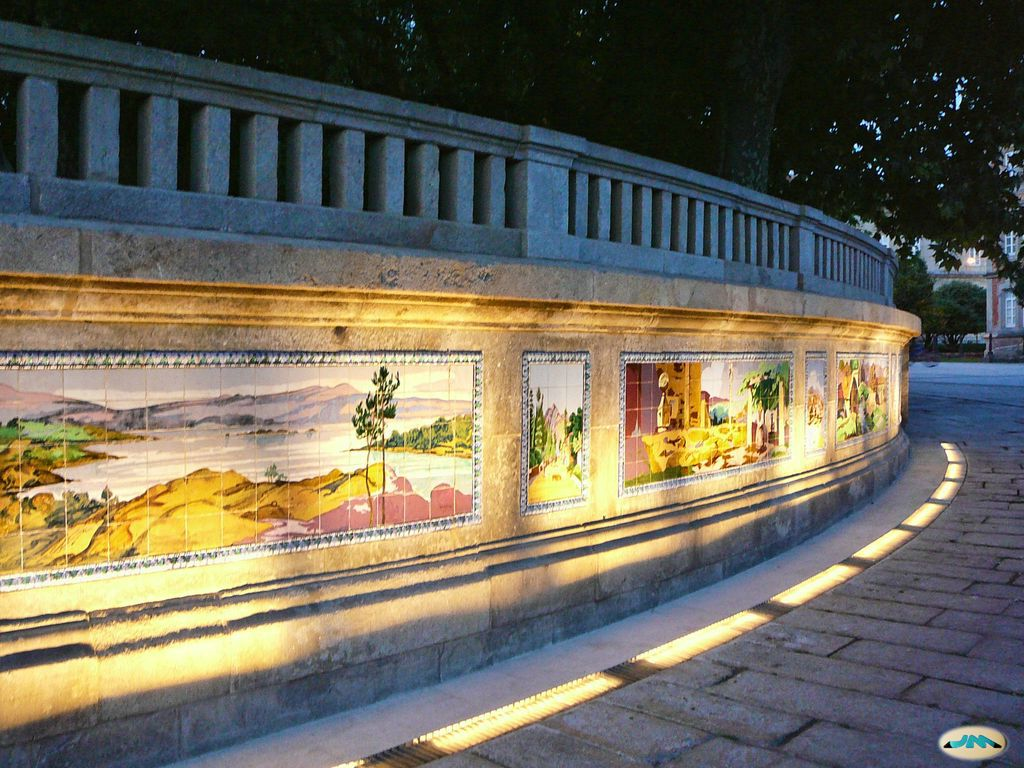
Alameda (Pontevedra)

Hijo de Luis Sobrino Rivas, de familia acomodada y de larga tradición artística en la que destacó el pintor Enrique Campo, del que era primo.
Aunque quiso estudiar en la Academia de San Fernando de Madrid, por decisión familiar estudió Comercio. Opositó a cátedras de Dibujo y Caligrafía y obtuvo el número uno. Comparte la carrera con estudios de Bellas Artes, bajo la dirección del pintor Alejandro Ferrant y Fischermans.

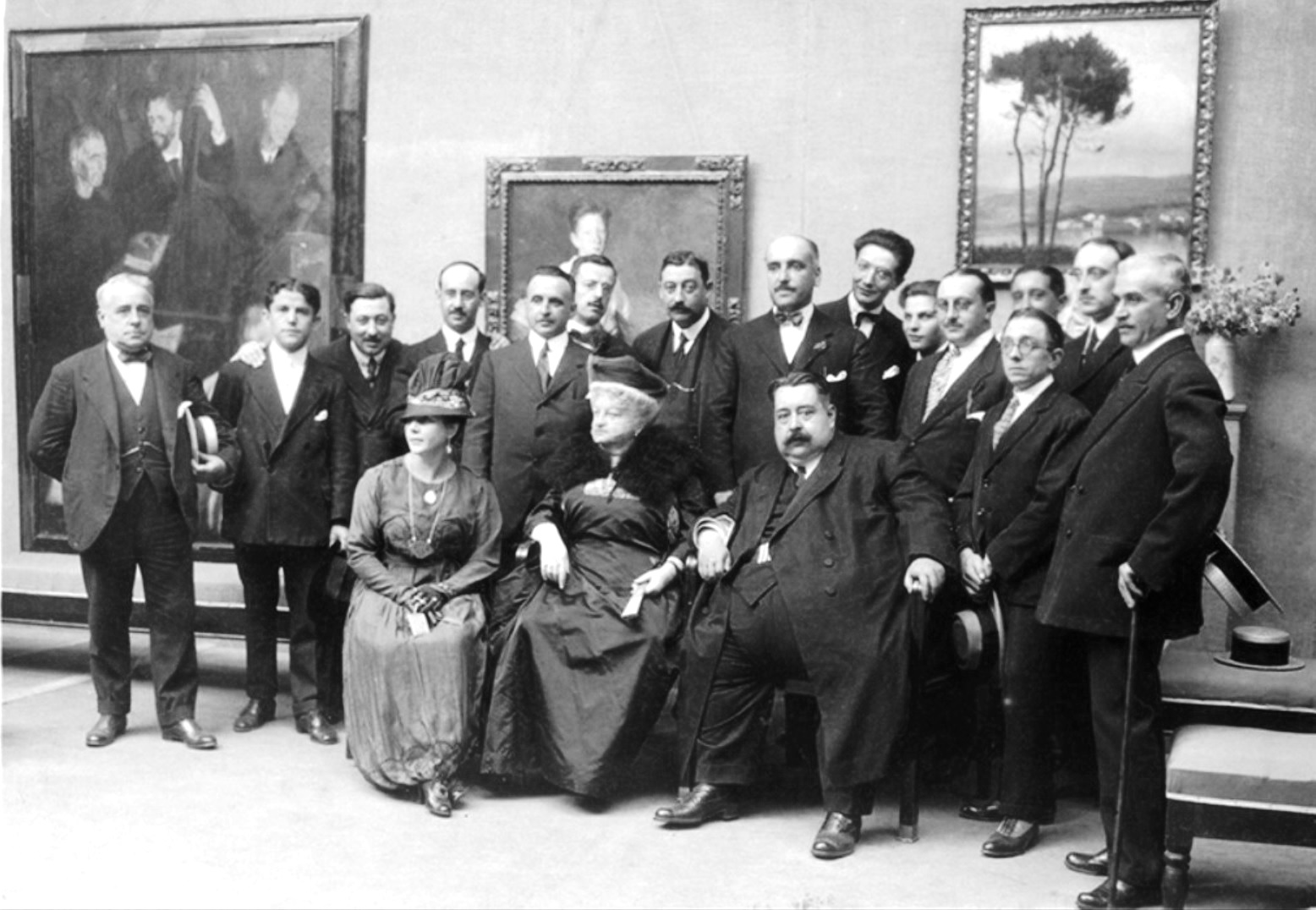
Exposición en el Palacio de María Pita, en 1917. De izq. a dcha., de pie: Tella, Abelenda, Barreiro, Sobrino, Palacios, Seijo, Sotomayor, Llorens, Castelao, Concheiro, Francés, Madariaga (con el sombrero en las manos), González Villar y dos personas sin identificar. Sentados: la mujer de Francés, Emilia Pardo Bazán y Puga y Parga.

Participa en las Exposiciones Nacionales de Bellas Artes, reconocido con menciones honoríficas en 1908 y 1910. En la de 1915 consigue la tercera medalla con su cuadro «Cristo de Casal Dorado», actualmente en Buenos Aires. Un año más tarde le otorgan la segunda medalla en la Exposición Universal de Panamá por su paisaje «Cuaje de ciudad gallega», que es característico de su pintura. Hizo importantes exposiciones en el Salón Iturrioz de Madrid (1913) y en el estudio fotográfico de Sáez-Mon en Pontevedra (1917).
Realiza ilustraciones en periódicos, revistas, libros y carteles. Viajero por Galicia gusta de la piedra trabajada y de pintar rincones: calles, cruceros, hórreos o casas viejas. El pueblo marinero de Combarro es descrito nos sus trabajos de arquitectura popular gallega.

## Obra
En la Alameda de Pontevedra dejó veintitrés azulejos con distintos paisajes y escenas, rurales y urbanas, pintadas en 1927 y fabricados por la empresa sevillana "Mensaque Rodríguez y la compañía de Triana". Estos mosaicos fueron restaurados completamente en la reforma que se hizo en el contorno del parque en 2010.

"Los azulejos de la Alameda constituyen la representación perenne -y solemne- de su obra, y gracias a la preciosa cerámica vidriada de sus azulejos, la calidad traslúcida de sus colores, pasados primero a material original, y después traspuestos al azulejo, que ostenta en sí mismo una amplia tradición decorativa.
Núñez Sobrino